# Eudactylina breviabdomina
Eudactylina breviabdomina is een eenoogkreeftjessoort uit de familie van de Eudactylinidae. De wetenschappelijke naam van de soort is voor het eerst geldig gepubliceerd in 1952 door Pearse.